# Daniela Wilks
Marie Daniela Wilks, född 21 januari 1982, är en svensk serietecknare. Hon växte upp i Kungsör och Västerås, har studerat psykologi i Köpenhamn och London och bor för närvarande i Stockholm.
Hennes serier är till viss del självbiografiska med ett "jag" som huvudperson eller berättare och handlar om pojkvänner, krogsvängen och barndomen. Serierna har publicerats serietidningarna Galago, Rocky Magasin och babian.se. Hon är influerad av den amerikanska serieskaparen Aline Kominsky Crumb.
I mars 2011 utgavs seriealbumet Banglatown, som är hennes första. Det handlar om en kvinna som åker till London för att studera.